# Хокей на траві на літніх Олімпійських іграх 1988
Змагання з хокею на траві на літніх Олімпійських іграх 1988 у Сеулі тривали з 18 вересня до 1 жовтня на Стадіоні Соннам. Розіграно 2 комплекти нагород: серед жіночих та чоловічих збірних. Змагалися 12 чоловічих та 8 жіночих збірних.

## Чоловічий турнір

### Попередній раунд

#### Група A
| Поз | Команда    | І | В | Н | П | ГЗ | ГП | РГ  | О  | Кваліфікація               |
| --- | ---------- | - | - | - | - | -- | -- | --- | -- | -------------------------- |
| 1   | Австралія  | 5 | 5 | 0 | 0 | 19 | 3  | +16 | 10 | Півфінали                  |
| 2   | Нідерланди | 5 | 3 | 1 | 1 | 12 | 6  | +6  | 7  | Півфінали                  |
| 3   | Пакистан   | 5 | 3 | 0 | 2 | 15 | 8  | +7  | 6  | Півфінали за 5–8-ме місця  |
| 4   | Аргентина  | 5 | 2 | 0 | 3 | 8  | 12 | −4  | 4  | Півфінали за 5–8-ме місця  |
| 5   | Іспанія    | 5 | 1 | 1 | 3 | 6  | 10 | −4  | 3  | Півфінали за 9–12-те місця |
| 6   | Кенія      | 5 | 0 | 0 | 5 | 5  | 26 | −21 | 0  | Півфінали за 9–12-те місця |

#### Група B
| Поз | Команда            | І | В | Н | П | ГЗ | ГП | РГ  | О | Кваліфікація               |
| --- | ------------------ | - | - | - | - | -- | -- | --- | - | -------------------------- |
| 1   | ФРН                | 5 | 4 | 1 | 0 | 13 | 3  | +10 | 9 | Півфінали                  |
| 2   | Велика Британія    | 5 | 3 | 1 | 1 | 12 | 5  | +7  | 7 | Півфінали                  |
| 3   | Індія              | 5 | 2 | 1 | 2 | 9  | 7  | +2  | 5 | Півфінали за 5–8-ме місця  |
| 4   | СРСР               | 5 | 2 | 1 | 2 | 5  | 10 | −5  | 5 | Півфінали за 5–8-ме місця  |
| 5   | Південна Корея (H) | 5 | 0 | 2 | 3 | 5  | 10 | −5  | 2 | Півфінали за 9–12-те місця |
| 6   | Канада             | 5 | 0 | 2 | 3 | 3  | 12 | −9  | 2 | Півфінали за 9–12-те місця |

### Медальний раунд
|  | Півфінали       | Півфінали       |   |           | Матч за золоті медалі | Матч за золоті медалі |  |
|  |                 |                 |   |           |                       |                       |  |
|  | 28 вересня      |                 |   |           |                       |                       |  |
|  | ФРН             | 2               |   |           |                       |                       |  |
|  | Нідерланди      | 1               |   |           |                       |                       |  |
|  |                 |                 |   |           |                       |                       |  |
|  |                 |                 |   |           | 1 жовтня              |                       |  |
|  |                 |                 |   |           | ФРН                   | 1                     |  |
|  |                 | Велика Британія | 3 |           |                       |                       |  |
|  |                 |                 |   |           |                       |                       |  |
|  |                 |                 |   |           |                       |                       |  |
|  |                 |                 |   |           | Матч за третє місце   |                       |  |
|  | 28 вересня      | 28 вересня      |   | 1 жовтня  | 1 жовтня              |                       |  |
|  | Австралія       | 2               |   | Австралія | 1                     |                       |  |
|  | Велика Британія | 3               |   |           | Нідерланди            | 2                     |  |

### Підсумкове положення
1. Велика Британія
2. ФРН
3. Нідерланди
4. Австралія
5. Пакистан
6. Індія
7. СРСР
8. Аргентина
9. Іспанія
10. Південна Корея
11. Канада
12. Кенія

## Жіночий турнір

### Попередній раунд

#### Група A
| Поз | Команда         | І | В | Н | П | ГЗ | ГП | РГ | О | Кваліфікація                 |
| --- | --------------- | - | - | - | - | -- | -- | -- | - | ---------------------------- |
| 1   | Нідерланди      | 3 | 3 | 0 | 0 | 9  | 2  | +7 | 6 | Півфінали                    |
| 2   | Велика Британія | 3 | 1 | 1 | 1 | 4  | 7  | −3 | 3 | Півфінали                    |
| 3   | Аргентина       | 3 | 1 | 0 | 2 | 2  | 3  | −1 | 2 | Класифікація за 5-8-ме місця |
| 4   | США             | 3 | 0 | 1 | 2 | 4  | 7  | −3 | 1 | Класифікація за 5-8-ме місця |

#### Група B
| Поз | Команда        | І | В | Н | П | ГЗ | ГП | РГ | О | Кваліфікація                 |
| --- | -------------- | - | - | - | - | -- | -- | -- | - | ---------------------------- |
| 1   | Південна Корея | 3 | 2 | 1 | 0 | 12 | 7  | +5 | 5 | Півфінали                    |
| 2   | Австралія      | 3 | 1 | 2 | 0 | 7  | 6  | +1 | 4 | Півфінали                    |
| 3   | ФРН            | 3 | 1 | 0 | 2 | 3  | 6  | −3 | 2 | Класифікація за 5-8-ме місця |
| 4   | Канада         | 3 | 0 | 1 | 2 | 3  | 6  | −3 | 1 | Класифікація за 5-8-ме місця |

### Медальний раунд
|  | Півфінали       | Півфінали      |   |            | Матч за золоті медалі | Матч за золоті медалі |  |
|  |                 |                |   |            |                       |                       |  |
|  | 27 вересня      |                |   |            |                       |                       |  |
|  | Нідерланди      | 2              |   |            |                       |                       |  |
|  | Австралія       | 3              |   |            |                       |                       |  |
|  |                 |                |   |            |                       |                       |  |
|  |                 |                |   |            | 30 вересня            |                       |  |
|  |                 |                |   |            | Австралія             | 2                     |  |
|  |                 | Південна Корея | 0 |            |                       |                       |  |
|  |                 |                |   |            |                       |                       |  |
|  |                 |                |   |            |                       |                       |  |
|  |                 |                |   |            | Матч за третє місце   |                       |  |
|  | 27 вересня      | 27 вересня     |   | 30 вересня | 30 вересня            |                       |  |
|  | Південна Корея  | 1              |   | Нідерланди | 3                     |                       |  |
|  | Велика Британія | 0              |   |            | Велика Британія       | 1                     |  |

### Підсумкове положення
1. Австралія
2. Південна Корея
3. Нідерланди
4. Велика Британія
5. ФРН
6. Канада
7. Аргентина
8. США

## Медальний залік

### Таблиця медалей
| Місце               | Країна                | Золото | Срібло | Бронза | Загалом |
| ------------------- | --------------------- | ------ | ------ | ------ | ------- |
| 1                   | Австралія (AUS)       | 1      | 0      | 0      | 1       |
| 1                   | Велика Британія (GBR) | 1      | 0      | 0      | 1       |
| 3                   | Південна Корея (KOR)  | 0      | 1      | 0      | 1       |
| 3                   | ФРН (FRG)             | 0      | 1      | 0      | 1       |
| 5                   | Нідерланди (NED)      | 0      | 0      | 2      | 2       |
| Загалом (5 збірних) | Загалом (5 збірних)   | 2      | 2      | 2      | 6       |

### Медалісти
| Дисципліна       | Золото | Срібло | Бронза |
| ---------------- | --- | --- | --- |
| чоловічий турнір | Велика Британія (GBR) Пол Барбер Стівен Бетчелор Кулбір Баура Роберт Кліфт Річард Доддс Девід Фолкнер Расселл Гарсія Мартін Грімлі Шон Керлі Джиммі Кірквуд Річард Леман Стівен Мартін Вер'ян Пеппін Джон Поттер Імран Шервані Іян Тейлор | ФРН (FRG) Штефан Блехер Дірк Брінкманн Томас Брінкманн Гайнер Допп Ганс-Геннінґ Фастріх Карстен Фішер Тобіас Франк Фолькер Фрід Горст-Ульріх Генель Міхаель Гільґерс Андреас Келлер Міхаель Мец Андреас Молландін Томас Рек Крістіан Шліманн Екхард Шмідт-Оппер | Нідерланди (NED) Марк Беннінґа Флоріс Ян Бовеландер Жак Брінкман Маурітс Крукк Марк Деліссен Сес Ян Діпевен Патрік Фабер Роналд Янсен Рене Классен Гендрік Коейман Гідде Крейзе Франк Лейстра Ерік Парлевліт Ґерт Схлатманн Тім Стенс Тако ван ден Гонерт                |
| жіночий турнір   | Австралія (AUS) Трейсі Белбін Дебора Боумен Лі Кейпс Мішелл Кейпс Саллі Карбон Елспет Клемент Лоретта Дормен Марі Фіш Решелл Гоукс Лоррейн Гіллас Кетлін Партрідж Шерон Патмор Джекі Перейра Сандра Пісані Кім Смолл Ліан Тут             | Південна Корея (KOR) Чан Ин Чон Чо Кі Хян Чхой Чхун Ок Чон Ин Кьон Чон Сан Хьон Хан Ким Сіль Хан Ок Кьон Хван Ким Сук Чін Вон Сім Кім Мі Сон Кім Сун Ток Кім Йон Сук Ім Кє Сук Пак Сун Ча Со Хьо Сон Со Кван Мі                                                 | Нідерланди (NED) Віллемін Арденбурґ Каріна Беннінґа Марйолейн Ейсвоґел Івонне Бютер Дет де Бес Аннеміке Фокке Нор Голсбур Гелен ван дер Бен Лісанне Леєне Аннелус Ньївенгейзен Мартіне Огр Маріке ван Дорн Алетта ван Манен Софі вон Вейлер Лаурін Віллемсе Інґрід Волфф |